# Parabole (roman)
Pour les articles homonymes, voir Parabole (homonymie).
Parabole (titre original : A Fable)  est un roman de William Faulkner paru en 1954.
Le roman reçut le National Book Award et le prix Pulitzer de la Fiction en 1955.

## Résumé
En France, lors d'une semaine de 1918, pendant que font encore rage les combats de la Première Guerre mondiale, le caporal Stefan, qui représente la réincarnation de Jésus, commande aux soldats de son escouade de désobéir aux ordres et de ne plus attaquer sauvagement et sans relâche les tranchées ennemies. En retour, les Allemands n'attaquent plus : la guerre s'arrête puisque les soldats se rendent compte que deux opposants sont nécessaires pour mener une lutte. 
Devant le silence des armes, le général en chef, qui représente les dirigeants qui se servent de la guerre pour conquérir le pouvoir, invite son homologue allemand pour discuter des moyens de relancer les hostilités. Stefan est arrêté et exécuté. Mais, avant cette mise à mort, le généralissime tente de convaincre le caporal que la guerre ne peut être arrêtée, qu'elle est l'essence de la nature humaine.
Après l'exécution du caporal, son corps est retourné à sa femme et ses sœurs. Plus tard, quand le conflit reprend, la tombe du caporal est détruite par un barrage d'artillerie. Mais l'esprit du caporal survit.

## Éditions françaises
- Parabole, traduit de l'anglais par René-Noël Raimbault, Gallimard, coll. « Du monde entier », 1958
- Parabole, traduit de l'anglais par René-Noël Raimbault, Gallimard, coll. « Folio » no 2996, 1997
- Parabole, traduit de l'anglais par René-Noël Raimbault (traduction révisée), dans Œuvres romanesques IV, Gallimard, coll. « Bibliothèque de la Pléiade » no 535, 2007